# Tonbākūlūq
Tonbākūlūq (persiska: تَبكِلِخ, تمبکلو, Tombaklū, تنباکولوق, تمباکولوق) är en ort i Iran.   Den ligger i provinsen Östazarbaijan, i den nordvästra delen av landet, 500 km nordväst om huvudstaden Teheran. Tonbākūlūq ligger 1 193 meter över havet och antalet invånare är 180.
Terrängen runt Tonbākūlūq är kuperad, och sluttar norrut. Runt Tonbākūlūq är det ganska glesbefolkat, med 27 invånare per kvadratkilometer. Närmaste större samhälle är Hūrānd, 13,5 km sydost om Tonbākūlūq. Trakten runt Tonbākūlūq består till största delen av jordbruksmark.